# César de la meilleure actrice dans un second rôle

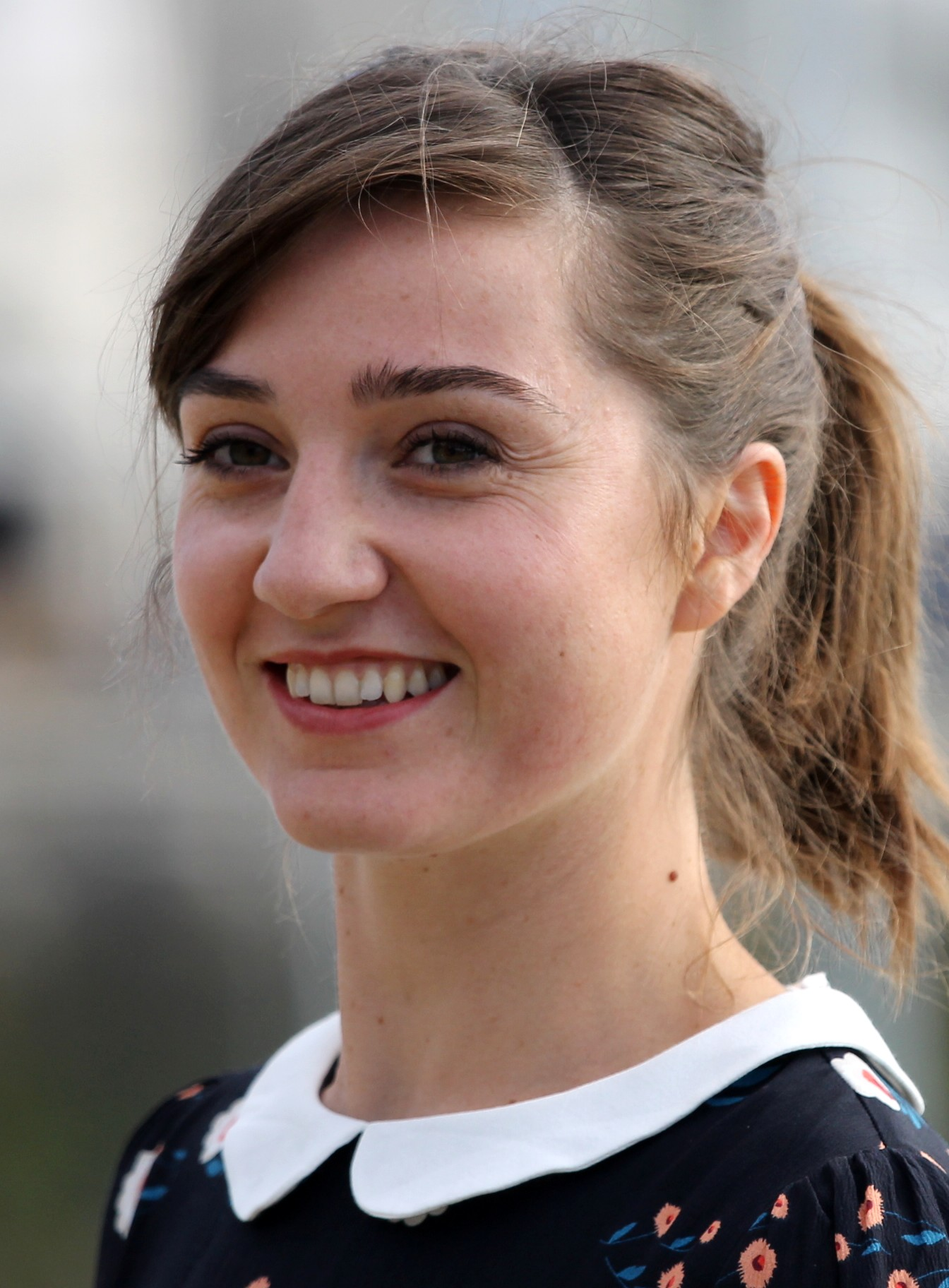
Nina Meurisse remporte le César de la meilleure actrice dans un second rôle en 2025 pour sa prestation dans L'Histoire de Souleymane.

Le César de la meilleure actrice dans un second rôle est une récompense cinématographique française décernée par l'Académie des arts et techniques du cinéma depuis la première remise de prix le 3 avril 1976 au Palais des congrès à Paris.

## Palmarès

### Années 1970
- 1976 : Marie-France Pisier pour les rôles de Régina dans Souvenirs d'en France et de Karine dans Cousin, Cousine
  - Andréa Ferréol pour le rôle de Madame Licquois dans Les Galettes de Pont-Aven
  - Isabelle Huppert pour le rôle d'Aloïse jeune dans Aloïse
  - Christine Pascal pour le rôle d’Émilie dans Que la fête commence...
- 1977 : Marie-France Pisier pour le rôle de Nelly dans Barocco
  - Anny Duperey pour le rôle de Charlotte dans Un éléphant ça trompe énormément
  - Brigitte Fossey pour le rôle de Dominique Blanchot dans Le Bon et les Méchants
  - Francine Racette pour le rôle de Julienne dans Lumière
- 1978 : Marie Dubois pour le rôle de Dominique Montlaur dans La Menace
  - Nelly Borgeaud pour le rôle de Delphine Grezel dans L'Homme qui aimait les femmes
  - Geneviève Fontanel pour le rôle d'Hélène dans L'Homme qui aimait les femmes
  - Florence Giorgetti pour le rôle de Marylène Torrent dans La Dentellière
  - Valérie Mairesse pour le rôle d'Esther dans Repérages
- 1979 : Stéphane Audran pour le rôle de Germaine Nozière dans Violette Nozière
  - Arlette Bonnard pour le rôle de Gabrielle dans Une histoire simple
  - Nelly Borgeaud pour le rôle d'Hilda Courtois dans Le Sucre
  - Éva Darlan pour le rôle d'Anna dans Une histoire simple

### Années 1980
- 1980 : Nicole Garcia pour le rôle de Marie-France dans Le Cavaleur
  - Myriam Boyer pour le rôle de Jeanne dans Série noire
  - Dominique Lavanant pour le rôle de Mathilda dans Courage fuyons
  - Maria Schneider pour le rôle de Maloup dans La Dérobade
- 1981 : Nathalie Baye pour le rôle de Denise Rimbaud dans Sauve qui peut (la vie)
  - Andréa Ferréol pour le rôle d'Arlette Guillaume dans Le Dernier Métro
  - Claire Maurier pour le rôle de Madeleine dans Un mauvais fils
  - Delphine Seyrig pour le rôle de Yvette dans Chère inconnue
- 1982 : Nathalie Baye pour le rôle de Nina Coline dans Une étrange affaire
  - Stéphane Audran pour le rôle d'Huguette Cordier dans Coup de torchon
  - Sabine Haudepin pour le rôle d'Élise Tisserand dans Hôtel des Amériques
  - Véronique Silver pour le rôle d'Odile Jouve dans La Femme d'à côté
- 1983 : Fanny Cottençon pour le rôle de Sylvie Baron dans L'Étoile du Nord
  - Stéphane Audran pour le rôle d'Édith dans Paradis pour tous
  - Danielle Darrieux pour le rôle de Margot Langlois dans Une chambre en ville
  - Denise Grey pour le rôle de Poupette dans La Boum 2
- 1984 : Suzanne Flon pour le rôle de Cognata dans L'Été meurtrier
  - Victoria Abril pour le rôle de Bella dans La Lune dans le caniveau
  - Stéphane Audran pour le rôle de Germaine dans Mortelle Randonnée
  - Sabine Azéma pour le rôle d'Élisabeth Rousseau dans La vie est un roman
  - Agnès Soral pour le rôle de Lola dans Tchao Pantin
- 1985 : Caroline Cellier pour le rôle de Claude dans L'Année des méduses
  - Victoria Abril pour le rôle de Patty dans L'Addition
  - Carole Bouquet pour le rôle de Babée Senanques dans Rive droite, rive gauche
  - Élizabeth Bourgine pour le rôle de Laura dans La Septième Cible
  - Maruschka Detmers pour le rôle de Carole dans La Pirate
- 1986 : Bernadette Lafont pour le rôle de Léone dans L'Effrontée
  - Anémone pour le rôle d'Edwige Ledieu dans Péril en la demeure
  - Catherine Frot pour le rôle de Béatrice dans Escalier C
  - Dominique Lavanant pour le rôle de Madame Rapons dans Trois hommes et un couffin
  - Macha Méril pour le rôle de Madame Landier dans Sans toit ni loi
- 1987 : Emmanuelle Béart pour le rôle de Manon dans Manon des sources
  - Clémentine Célarié pour le rôle d'Annie dans 37°2 le matin
  - Danielle Darrieux pour le rôle de la grand-mère dans Le Lieu du crime
  - Marie Dubois pour le rôle de Lucette dans Descente aux enfers
  - Jeanne Moreau pour le rôle de la tenancière dans Le Paltoquet
- 1988 : Dominique Lavanant pour le rôle de Catherine "Karen" Dariller dans Agent trouble
  - Sylvie Joly pour le rôle de Madame Fox Terrier dans Le Miraculé
  - Anna Karina pour le rôle de Lola dans Cayenne Palace
  - Bernadette Lafont pour le rôle de Patricia Marquet dans Masques
  - Marie Laforêt pour le rôle de Lotte dans Fucking Fernand
- 1989 : Hélène Vincent pour le rôle de Marielle Le Quesnoy dans La vie est un long fleuve tranquille
  - Maria Casarès pour le rôle de la veuve du Général dans La Lectrice
  - Françoise Fabian pour le rôle de Marie-Hélène dans Trois Places pour le 26
  - Dominique Lavanant pour le rôle d'Irène Fonfrin dans Quelques jours avec moi
  - Marie Trintignant pour le rôle de Lucie dans Une affaire de femmes

### Années 1990
- 1990 : Suzanne Flon pour le rôle de Louise Muselier dans La Vouivre
  - Clémentine Célarié pour le rôle de la Française à Goa dans Nocturne indien
  - Sabine Haudepin pour le rôle de Jeanne dans Force majeure
  - Ludmila Mikaël pour le rôle de Catherine Hainaut dans Noce blanche
  - Micheline Presle pour le rôle d'Isabelle Gauthier dans I Want to Go Home
- 1991 : Dominique Blanc pour le rôle de Claire dans Milou en mai
  - Catherine Jacob pour le rôle de Catherine Billard dans Tatie Danielle
  - Odette Laure pour le rôle de Miche dans Daddy nostalgie
  - Danièle Lebrun pour le rôle de Madame Archambaud dans Uranus
  - Thérèse Liotard pour le rôle de Tante Rose dans La Gloire de mon père et Le Château de ma mère
- 1992 : Anne Brochet pour le rôle de Madeleine dans Tous les matins du monde
  - Jane Birkin pour le rôle de Liz dans La Belle Noiseuse
  - Catherine Jacob pour le rôle d'Évangeline Pelleveau dans Merci la vie
  - Valérie Lemercier pour le rôle de Marie-Laurence Granianski dans L'Opération Corned Beef
  - Hélène Vincent pour le rôle d'Évelyne dans J'embrasse pas
- 1993 : Dominique Blanc pour le rôle de Yvette dans Indochine
  - Zabou Breitman pour le rôle d'Isabelle dans La Crise
  - Brigitte Catillon pour le rôle de Régine dans Un cœur en hiver
  - Michèle Laroque pour le rôle de Martine dans La Crise
  - Maria Pacôme pour le rôle de la mère de Victor dans La Crise
- 1994 : Valérie Lemercier pour le rôle de Frénégonde de Pouille / Béatrice Goulard de Montmirail dans Les Visiteurs
  - Myriam Boyer pour le rôle de Daniela Laspada dans Un, deux, trois, soleil
  - Judith Henry pour le rôle de Catherine Maheu dans Germinal
  - Marie Trintignant pour le rôle de Lucie dans Les Marmottes
  - Marthe Villalonga pour le rôle de Berthe dans Ma saison préférée
- 1995 : Virna Lisi pour le rôle de Catherine de Médicis dans La Reine Margot
  - Dominique Blanc pour le rôle d'Henriette de Nevers dans La Reine Margot
  - Arielle Dombasle pour le rôle de Charlotte dans Un Indien dans la ville
  - Catherine Jacob pour le rôle de Dominique dans Neuf Mois
  - Michèle Moretti pour le rôle de Madame Alvarez dans Les Roseaux sauvages
  - Line Renaud pour le rôle de Ninon dans J'ai pas sommeil
- 1996 : Annie Girardot pour le rôle de Madame Thénardier dans Les Misérables
  - Jacqueline Bisset pour le rôle de Catherine dans La Cérémonie
  - Clotilde Courau pour le rôle de Solange dans Élisa
  - Carmen Maura pour le rôle de Dolores Thivart dans Le bonheur est dans le pré
  - Claire Nadeau pour le rôle de Jacqueline dans Nelly et Monsieur Arnaud
- 1997 : Catherine Frot pour le rôle de Yolande Ménard dans Un air de famille
  - Valeria Bruni Tedeschi pour le rôle de Sanguine dans Mon homme
  - Agnès Jaoui pour le rôle de Betty Ménard dans Un air de famille
  - Sandrine Kiberlain pour le rôle de Yvette dans Un héros très discret
  - Michèle Laroque pour le rôle de Marie Hagutte dans Pédale douce
- 1998 : Agnès Jaoui pour le rôle de Camille dans On connaît la chanson
  - Pascale Roberts pour le rôle de Caroline dans Marius et Jeannette
  - Mathilde Seigner pour le rôle de Marilyn dans Nettoyage à sec
  - Marie Trintignant pour le rôle du juge Lambert dans Le Cousin
  - Karin Viard pour le rôle de Coralie dans Les Randonneurs
- 1999 : Dominique Blanc pour le rôle de Catherine dans Ceux qui m'aiment prendront le train
  - Anémone pour le rôle de la comtesse Adèle de Toulouse-Lautrec dans Lautrec
  - Arielle Dombasle pour le rôle de Sophie dans L'Ennui
  - Catherine Frot pour le rôle de Marlène Sasseur dans Le Dîner de cons
  - Emmanuelle Seigner pour le rôle de Nathalie dans Place Vendôme

### Années 2000
- 2000 : Charlotte Gainsbourg pour le rôle de Mila Roman dans La Bûche
  - Catherine Mouchet pour le rôle de Lucie dans Ma petite entreprise
  - Bulle Ogier pour le rôle de Mme Ogier dans Vénus Beauté (Institut)
  - Line Renaud pour le rôle de Nicou dans Belle Maman
  - Mathilde Seigner pour le rôle de Samantha dans Vénus Beauté (Institut)
- 2001 : Anne Alvaro pour le rôle de Clara Devaux dans Le Goût des autres
  - Jeanne Balibar pour le rôle d'Élisabeth dans Ça ira mieux demain
  - Agnès Jaoui pour le rôle de Manie dans Le Goût des autres
  - Mathilde Seigner pour le rôle de Claire dans Harry, un ami qui vous veut du bien
  - Florence Thomassin pour le rôle de Béatrice dans Une affaire de goût
- 2002 : Annie Girardot pour le rôle de la mère d'Erika dans La Pianiste
  - Nicole Garcia pour le rôle de Margot Fisher dans Betty Fisher et autres histoires
  - Noémie Lvovsky pour le rôle de Nathalie dans Ma femme est une actrice
  - Isabelle Nanty pour le rôle de Georgette dans Le Fabuleux Destin d'Amélie Poulain
  - Line Renaud pour le rôle de Mamie dans Chaos
- 2003 : Karin Viard pour le rôle de Véronique dans Embrassez qui vous voudrez
  - Dominique Blanc pour le rôle d'Édith dans C'est le bouquet !
  - Danielle Darrieux pour le rôle de Mamy dans Huit femmes
  - Emmanuelle Devos pour le rôle de Marianne dans L'Adversaire
  - Judith Godrèche pour le rôle d'Anne-Sophie dans L'Auberge espagnole
- 2004 : Julie Depardieu pour le rôle de Jeanne-Marie dans La Petite Lili
  - Judith Godrèche pour le rôle d'Estelle dans France Boutique
  - Isabelle Nanty pour le rôle d'Arlette Poumaillac dans Pas sur la bouche
  - Géraldine Pailhas pour le rôle d'Héléna dans Le Coût de la vie
  - Ludivine Sagnier pour le rôle de Julie dans Swimming Pool
- 2005 : Marion Cotillard pour le rôle de Tina Lombardi dans Un long dimanche de fiançailles
  - Ariane Ascaride pour le rôle de Mme Mélikian dans Brodeuses
  - Mylène Demongeot pour le rôle de Manou Berliner dans 36 quai des Orfèvres
  - Émilie Dequenne pour le rôle de Brigitte dans L'Équipier
  - Julie Depardieu pour le rôle de Véro dans Podium
- 2006 : Cécile de France pour le rôle d'Isabelle dans Les Poupées russes
  - Catherine Deneuve pour le rôle d'Eugénia dans Palais royal !
  - Noémie Lvovsky pour le rôle de Juliette dans Backstage
  - Charlotte Rampling pour le rôle d'Alice Pollock dans Lemming
  - Kelly Reilly pour le rôle de Wendy dans Les Poupées russes
- 2007 : Valérie Lemercier pour le rôle de Catherine Versen dans Fauteuils d'orchestre
  - Christine Citti pour le rôle de Michèle dans Quand j'étais chanteur
  - Dani pour le rôle de Claudie dans Fauteuils d'orchestre
  - Mylène Demongeot pour le rôle de Katia dans La Californie
  - Bernadette Lafont pour le rôle de Geneviève Costa dans Prête-moi ta main
- 2008 : Julie Depardieu pour le rôle de Louise dans Un secret
  - Noémie Lvovsky pour le rôle de Nathalie dans Actrices
  - Bulle Ogier pour le rôle de Geneviève dans Faut que ça danse !
  - Ludivine Sagnier pour le rôle d'Hannah dans Un secret
  - Sylvie Testud pour le rôle de Mômone dans La Môme
- 2009 : Elsa Zylberstein pour le rôle de Léa dans Il y a longtemps que je t'aime
  - Jeanne Balibar pour le rôle de Peggy Roche dans Sagan
  - Anne Consigny pour le rôle d'Élisabeth dans Un conte de Noël
  - Édith Scob pour le rôle d'Hélène Berthier dans L'Heure d'été
  - Karin Viard pour le rôle de La boulangère dans Paris

### Années 2010
- 2010 : Emmanuelle Devos pour le rôle de Stéphane dans À l'origine
  - Aure Atika pour le rôle d'Anne-Marie dans Mademoiselle Chambon
  - Anne Consigny pour le rôle de Françoise Graff dans Rapt
  - Audrey Dana pour le rôle de Marion dans Welcome
  - Noémie Lvovsky pour le rôle de la mère d'Hervé dans Les Beaux Gosses
- 2011 : Anne Alvaro pour le rôle Louisa dans Le Bruit des glaçons
  - Valérie Bonneton pour le rôle Véronique Cantara dans Les Petits Mouchoirs
  - Laetitia Casta pour le rôle Brigitte Bardot dans Gainsbourg (vie héroïque)
  - Julie Ferrier pour le rôle Mélanie dans L'Arnacœur
  - Karin Viard pour le rôle Nadège dans Potiche
- 2012 : Carmen Maura pour le rôle de Concepción Ramírez dans Les Femmes du 6e étage
  - Zabou Breitman pour le rôle de Pauline dans L'Exercice de l'État
  - Anne Le Ny pour le rôle de Yvonne dans Intouchables
  - Noémie Lvovsky pour le rôle de Marie-France dans L'Apollonide : Souvenirs de la maison close
  - Karole Rocher pour le rôle de Chrys dans Polisse
- 2013 : Valérie Benguigui pour le rôle d'Elisabeth dans Le Prénom
  - Judith Chemla pour le rôle de Josépha dans Camille redouble
  - Isabelle Huppert pour le rôle d'Eva dans Amour
  - Yolande Moreau pour le rôle de la mère de Camille dans Camille redouble
  - Édith Scob pour le rôle de Céline dans Holy Motors
- 2014 : Adèle Haenel pour le rôle de Marie dans Suzanne
  - Marisa Borini pour le rôle de la mère dans Un château en Italie
  - Françoise Fabian pour le rôle de Babou dans Les Garçons et Guillaume, à table !
  - Julie Gayet pour le rôle de Valérie Dumontheil dans Quai d'Orsay
  - Géraldine Pailhas pour le rôle de Sylvie dans Jeune et Jolie
- 2015 : Kristen Stewart pour le rôle de Valentine dans Sils Maria
  - Marianne Denicourt pour le rôle du Dr. Denormandy dans Hippocrate
  - Claude Gensac pour le rôle de Marthe dans Lulu femme nue
  - Izïa Higelin pour le rôle de Manue dans Samba
  - Charlotte Le Bon pour le rôle de Victoire Doutreleau dans Yves Saint Laurent
- 2016 : Sidse Babett Knudsen pour le rôle de Ditte Lorensen-Coteret dans L'Hermine
  - Sara Forestier pour le rôle de Séverine dans La Tête haute
  - Agnès Jaoui pour le rôle de Laetitia dans Comme un avion
  - Noémie Lvovsky pour le rôle de Monique dans La Belle Saison
  - Karin Viard pour le rôle de Pattie dans Vingt et une nuits avec Pattie
- 2017 : Déborah Lukumuena pour le rôle de Maimouna dans Divines
  - Nathalie Baye pour le rôle de Martine dans Juste la fin du monde
  - Valeria Bruni Tedeschi pour le rôle de Isabelle Van Peteghem dans Ma Loute
  - Anne Consigny pour le rôle de Anna dans Elle
  - Mélanie Thierry pour le rôle de Gabrielle dans La Danseuse
- 2018 : Sara Giraudeau pour le rôle de Pascale dans Petit Paysan
  - Laure Calamy pour le rôle de Maud dans Ava
  - Anaïs Demoustier pour le rôle de Bérangère dans La Villa
  - Adèle Haenel pour le rôle de Sophie dans 120 Battements par minute
  - Mélanie Thierry pour le rôle de Pauline dans Au revoir là-haut
- 2019 : Karin Viard pour le rôle de Mado Le Nadant dans Les Chatouilles
  - Isabelle Adjani pour le rôle de Danny dans Le Monde est à toi
  - Leïla Bekhti pour le rôle de Amanda dans Le Grand Bain
  - Virginie Efira pour le rôle de Delphine dans Le Grand Bain
  - Audrey Tautou pour le rôle d'Agnès Parent dans En liberté !

### Années 2020
- 2020 : Fanny Ardant pour le rôle de Marianne dans La Belle Époque
  - Josiane Balasko pour le rôle d'Irène dans Grâce à Dieu
  - Laure Calamy pour le rôle d'Alice Farange dans Seules les bêtes
  - Sara Forestier pour le rôle de Marie Carpentier dans Roubaix, une lumière
  - Hélène Vincent pour le rôle de Hélène dans Hors normes
- 2021 : Émilie Dequenne pour le rôle de Louise dans Les Choses qu'on dit, les choses qu'on fait
  - Fanny Ardant pour le rôle de Caroline dans ADN
  - Valeria Bruni Tedeschi pour le rôle de Madame Gorman dans Été 85
  - Noémie Lvovsky pour le rôle de Marie-Thérèse dans La Bonne Épouse
  - Yolande Moreau pour le rôle de Gilberte Van der Beck dans La Bonne Épouse
- 2022 : Aïssatou Diallo Sagna pour le rôle de Kim dans La Fracture
  - Jeanne Balibar pour le rôle de la Marquise d'Espard dans Illusions perdues
  - Cécile de France pour le rôle de Marie-Louise-Anaïs de Bargeton dans Illusions perdues
  - Adèle Exarchopoulos pour le rôle d'Agnès dans Mandibules
  - Danielle Fichaud pour le rôle de Sylvette dans Aline
- 2023 : Noémie Merlant pour le rôle de Clémence Genièvre dans L'Innocent
  - Judith Chemla pour le rôle de Meriem dans Le Sixième Enfant
  - Anaïs Demoustier pour le rôle de Ines dans Novembre
  - Anouk Grinberg pour le rôle de Sylvie Lefranc dans L'Innocent
  - Lyna Khoudri pour le rôle de Samia Khelouf dans Novembre
- 2024 : Adèle Exarchopoulos pour son rôle de Chloé Delarme dans Je verrai toujours vos visages
  - Leïla Bekhti pour son rôle de Nawelle dans Je verrai toujours vos visages
  - Galatéa Bellugi pour son rôle d'Elsa dans Chien de la casse
  - Élodie Bouchez pour son rôle de Judith dans Je verrai toujours vos visages
  - Miou-Miou pour son rôle de Sabine dans Je verrai toujours vos visages
- 2025 : Nina Meurisse pour le rôle de l'agente de l'OFPRA  dans L'Histoire de Souleymane
  - Élodie Bouchez pour le rôle de mère de Clotaire dans L'Amour ouf
  - Anaïs Demoustier pour le rôle de Mercédès de Morcerf dans Le Comte de Monte-Cristo
  - Catherine Frot pour le rôle de Martine Rigal dans Miséricorde
  - Sarah Suco pour le rôle de Sabrina dans En fanfare

## Nominations multiples
Il existe des actrices multi-nommées (en gras les actrices lauréates) :
- 7 nominations : Noémie Lvovsky ;
- 6 nominations : Karin Viard ;
- 5 nominations : Dominique Blanc ;
- 4 nominations : Stéphane Audran ; Catherine Frot ; Agnès Jaoui ; Dominique Lavanant ;
- 3 nominations : Jeanne Balibar ; Nathalie Baye ; Valeria Bruni Tedeschi ; Anne Consigny ; Danielle Darrieux ; Anaïs Demoustier ; Julie Depardieu ; Catherine Jacob ; Bernadette Lafont ; Valérie Lemercier ; Line Renaud ; Mathilde Seigner ; Marie Trintignant ; Hélène Vincent ;
- 2 nominations :  Victoria Abril ; Anne Alvaro ; Anémone ; Fanny Ardant ; Nelly Borgeaud ; Élodie Bouchez ; Myriam Boyer ; Zabou Breitman ; Laure Calamy ; Judith Chemla ; Clémentine Célarié ; Mylène Demongeot ; Émilie Dequenne ; Emmanuelle Devos ; Marie Dubois ; Adèle Exarchopoulos ; Françoise Fabian ; Andréa Ferréol ; Suzanne Flon ; Sara Forestier ; Cécile de France ; Nicole Garcia ; Annie Girardot ; Judith Godrèche ; Adèle Haenel ; Sabine Haudepin ; Isabelle Huppert ; Michèle Laroque ; Carmen Maura ; Yolande Moreau ; Isabelle Nanty ; Bulle Ogier ; Géraldine Pailhas ; Marie-France Pisier ; Ludivine Sagnier ; Édith Scob ; Mélanie Thierry.

## Histoire
|                                           | César de la meilleure actrice                                            | César de la meilleure actrice | César de la meilleure actrice dans un second rôle | César de la meilleure actrice dans un second rôle | Général (César du meilleur espoir féminin inclus)                       | Général (César du meilleur espoir féminin inclus) |
| ----------------------------------------- | ------------------------------------------------------------------------ | ----------------------------- | ------------------------------------------------- | ------------------------------------------------- | ----------------------------------------------------------------------- | ------------------------------------------------- |
| Actrice la plus lauréate                  | Isabelle Adjani                                                          | 5                             | Dominique Blanc                                   | 3                                                 | Isabelle Adjani                                                         | 5                                                 |
| Actrice la plus nommée                    | Isabelle Huppert                                                         | 14                            | Noémie Lvovsky                                    | 7                                                 | Isabelle Huppert                                                        | 16                                                |
| Actrice la plus nommée sans être lauréate | Emmanuelle Béart Charlotte Gainsbourg Cécile de France                   | 5                             | Noémie Lvovsky                                    | 7                                                 | Noémie Lvovsky                                                          | 8                                                 |
| Film le plus nommé                        | 8 Femmes La Cérémonie Les Sentiments Polisse Pupille Trop belle pour toi | 2                             | Je verrai toujours vos visages                    | 4                                                 | 8 Femmes Polisse Vénus Beauté (Institut) Je verrai toujours vos visages | 4                                                 |
| Actrice lauréate la plus âgée             | Emmanuelle Riva                                                          | 85                            | Suzanne Flon                                      | 72                                                | Emmanuelle Riva                                                         | 85                                                |
| Actrice nommée la plus âgée               | Emmanuelle Riva                                                          | 85                            | Claude Gensac                                     | 87                                                | Claude Gensac                                                           | 87                                                |
| Actrice lauréate la plus jeune            | Sandrine Bonnaire                                                        | 18                            | Déborah Lukumuena                                 | 22                                                | Charlotte Gainsbourg                                                    | 14                                                |
| Actrice nommée la plus jeune              | Charlotte Gainsbourg                                                     | 17                            | Christine Pascal                                  | 22                                                | Charlotte Gainsbourg                                                    | 14                                                |

Depuis la première remise de prix, 137 actrices ont été nommées dans cette catégorie avec un total de 34 gagnantes. L'âge moyen des actrices nommées est de 41 ans et l'âge moyen des actrices lauréates est de 38 ans.
Dominique Blanc est l'actrice la plus lauréate du César de la meilleure actrice dans un second rôle avec trois victoires en 1991, 1993 et 1999. Huit actrices ont gagné deux César de la meilleure actrice : Marie-France Pisier en 1976 et 1977 ; Nathalie Baye en 1981 et 1982 ; Suzanne Flon en 1984 et 1990 ; Annie Girardot en 1996 et 2002 ; Valérie Lemercier en 1994 et 2007 ; Julie Depardieu en 2004 et 2008 ; Anne Alvaro en 2001 et 2011 ; Karin Viard en 2003 et 2019.
Marie-France Pisier et Nathalie Baye ont toutes deux gagné le César de la meilleure actrice dans un second rôle pendant deux années consécutives : elles sont, avec Adèle Haenel, les trois seules actrices à gagner un César pendant deux années consécutives. Nathalie Baye est également, avec son César de la meilleure actrice en 1983, la seule actrice à gagner un César pendant trois années consécutives.
Noémie Lvovsky détient le record de nominations au César de la meilleure actrice dans un second rôle avec 7 nominations pour aucune victoire. Elle est suivie par Karin Viard, 6 nominations et deux victoires.
Stéphane Audran détient le record de nominations consécutives avec 3 nominations en 1982, 1983 et 1984.
Neuf actrices ont gagné le César de la meilleure actrice et le César de la meilleure actrice dans un second rôle : Nathalie Baye (Meilleure actrice dans un second rôle en 1981 et 1982, Meilleure actrice en 1983 et 2006) ; Annie Girardot (Meilleure actrice dans un second rôle en 1977, Meilleure actrice en 1996 et 2002) ; Dominique Blanc (Meilleure actrice dans un second rôle en 1991, 1993 et 1999, Meilleure actrice en 2001) ; Karin Viard (Meilleure actrice en 2000, Meilleure actrice dans un second rôle en 2003 et 2019) ; Marion Cotillard (Meilleure actrice dans un second rôle en 2005, Meilleure actrice en 2008) ; Emmanuelle Devos (Meilleure actrice en 2002, Meilleure actrice dans un second rôle en 2010) ; Adèle Haenel (Meilleure actrice dans un second rôle en 2014, Meilleure actrice en 2015) ; Catherine Frot (Meilleure actrice dans un second rôle en 1997, Meilleure actrice en 2016) ; Fanny Ardant (Meilleure actrice en 1997, Meilleure actrice dans un second rôle en 2020).
Nathalie Baye est la seule actrice à avoir été lauréate plusieurs fois dans les deux catégories.
Trois films ont reçu le César de la meilleure actrice et le César de la meilleure actrice dans un second rôle : L'Été meurtrier en 1984 (Meilleure actrice pour Isabelle Adjani, Meilleure actrice dans un second rôle pour Suzanne Flon) ; Indochine en 1993 (Meilleure actrice pour Catherine Deneuve et Meilleure actrice dans un second rôle pour Dominique Blanc) ; La Reine Margot en 1995 (Meilleure actrice pour Isabelle Adjani, Meilleure actrice dans un second rôle pour Virna Lisi).
Trois actrices ont gagné le César de la meilleure actrice dans un second rôle après avoir gagné le César du meilleur espoir féminin : Charlotte Gainsbourg (Meilleur espoir féminin en 1986, Meilleure actrice dans un second rôle en 2000) ; Julie Depardieu (Meilleur espoir féminin en 2004, Meilleure actrice dans un second rôle en 2004 et 2008) ; Cécile de France (Meilleur espoir féminin en 2003, Meilleure actrice dans un second rôle en 2006).
Cécile de France et Julie Depardieu ont gagné leurs deux récompenses pour le même rôle : le rôle d'Isabelle dans L'Auberge espagnole et Les Poupées russes pour Cécile de France ; Jeanne-Marie dans La Petite Lili pour Julie Depardieu.
Julie Depardieu est la seule actrice à avoir reçu deux César pour la même performance. Depuis, l'Académie des arts et techniques du cinéma a modifié les règles de nomination afin que personne ne reçoive plus qu'une seule nomination par catégorie pour un même rôle.
Trois films ont reçu le César de la meilleure actrice dans un second rôle et le César du meilleur espoir féminin : L'Effrontée en 1986 (Meilleure actrice dans un second rôle pour Bernadette Lafont, Meilleur espoir féminin pour Charlotte Gainsbourg) ; La vie est un long fleuve tranquille en 1989 (Meilleure actrice dans un second rôle pour Hélène Vincent, Meilleur espoir féminin pour Catherine Jacob) ; La Petite Lili en 2004 (Meilleure actrice dans un second rôle et Meilleur espoir féminin pour Julie Depardieu).
Dix-sept actrices ont été nommées pour le César de la meilleure actrice, le César de la meilleure actrice dans un second rôle et le César du meilleur espoir féminin : Adèle Exarchopoulos, Emmanuelle Béart, Charlotte Gainsbourg, Dominique Blanc, Anne Brochet, Karin Viard, Sandrine Kiberlain, Emmanuelle Devos, Cécile de France, Marion Cotillard, Sylvie Testud, Émilie Dequenne, Sara Forestier, Adèle Haenel, Anaïs Demoustier, Leïla Bekhti et Valeria Bruni Tedeschi. Jusqu'ici, aucune actrice n'a remporté les trois récompenses.
Le record d'actrices nommées dans cette catégorie pour un même film est détenu par Je verrai toujours vos visages, sorti en 2023, avec quatre nominations pour : Adèle Exarchopoulos (qui remporta cette dernière), Élodie Bouchez, Leïla Bekhti et Miou-Miou.

### Nommées par nationalité
Les César se déroulant en France, ils sont le reflet de l'industrie cinématographique française, et la majorité des actrices nommées sont françaises. Cependant, plusieurs actrices nommées au César de la meilleure actrice dans un second rôle sont d'origine étrangère, avec en gras les lauréates :
- Belgique : Cécile de France, Émilie Dequenne ;
- Canada : Francine Racette, Charlotte Le Bon, Danielle Fichaud ;
- Danemark : Sidse Babett Knudsen ;
- Espagne : Victoria Abril, Carmen Maura ;
- États-Unis : Arielle Dombasle (double nationalité française et américaine), Kristen Stewart ;
- Italie : Valeria Bruni Tedeschi, Virna Lisi ;
- Pays-Bas : Maruschka Detmers ;
- Royaume-Uni : Jane Birkin (double nationalité britannique et française), Jacqueline Bisset, Charlotte Rampling, Kelly Reilly ;
- Suisse : Nelly Borgeaud.